# Pic de Petit Rochebrune
Il Pic de Petit Rochebrune (3.078 m s.l.m.- detto anche Petit Rochebrune) è una montagna delle Alpi del Monginevro nelle Alpi Cozie. Si trova nel dipartimento francese delle Alte Alpi.

## Caratteristiche

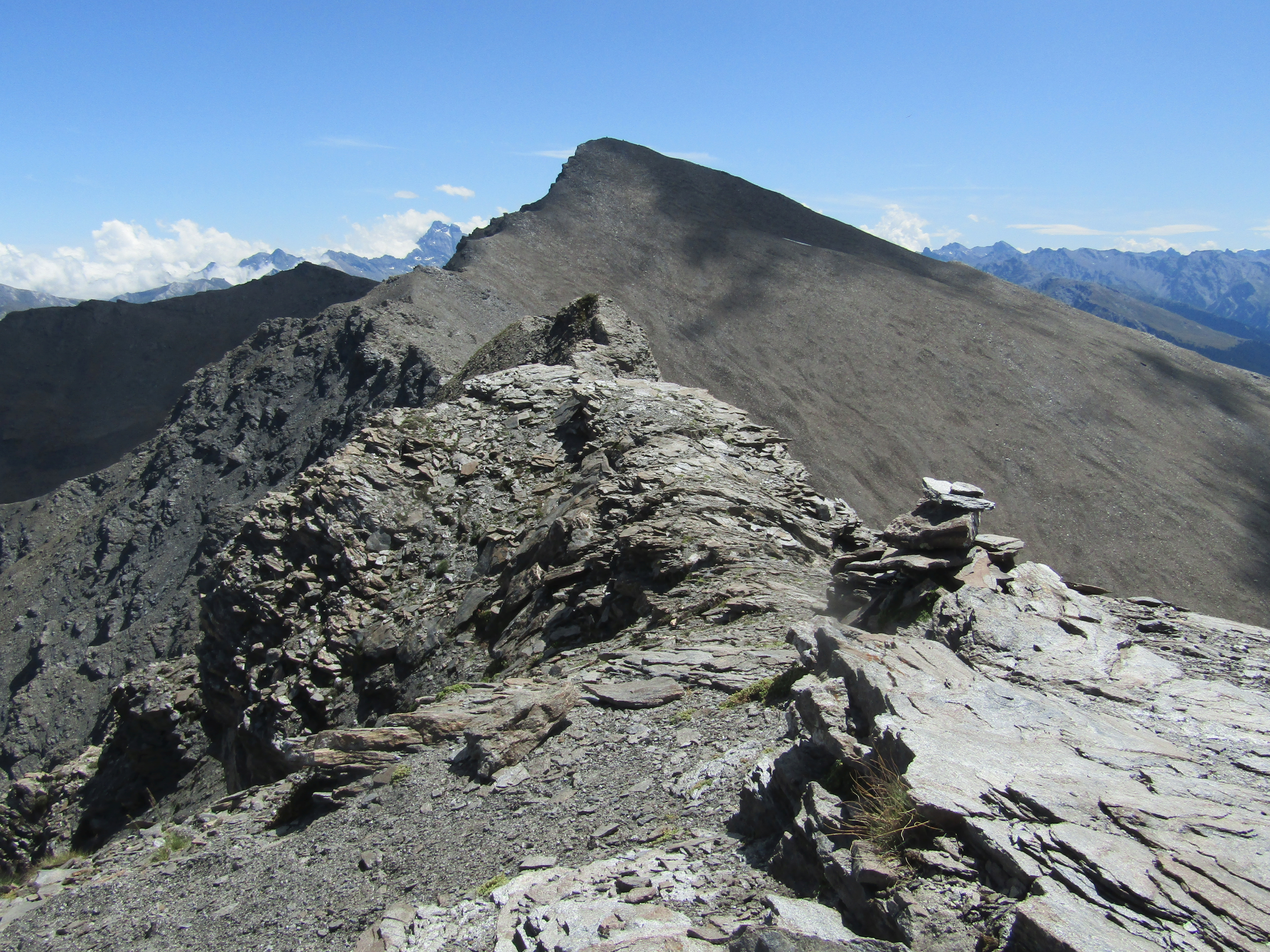
Vista dal Pic du Lombard

La montagna si trova ad oriente del più alto e più importante Pic de Rochebrune, sul crinale tra la valle della Cerveyrette e quella del Guil (la valle comunemente chiamata Queyras). A nord-est il crinale prosegue prima con il Pic du Malrif e poi raccordandosi con la Catena principale alpina in corrispondenza della Punta Merciantaira, mentre verso ovest si collega con il Pic de Rochebrune tramite il Col de Peas. Dal Pic de Petit Rochebrune si dirama verso nord un costolone che comprende il Pic Lombard e separa tra loro i due rami nei quali si divide l'alta valle della Cerveyrette.

## Salita sulla vetta

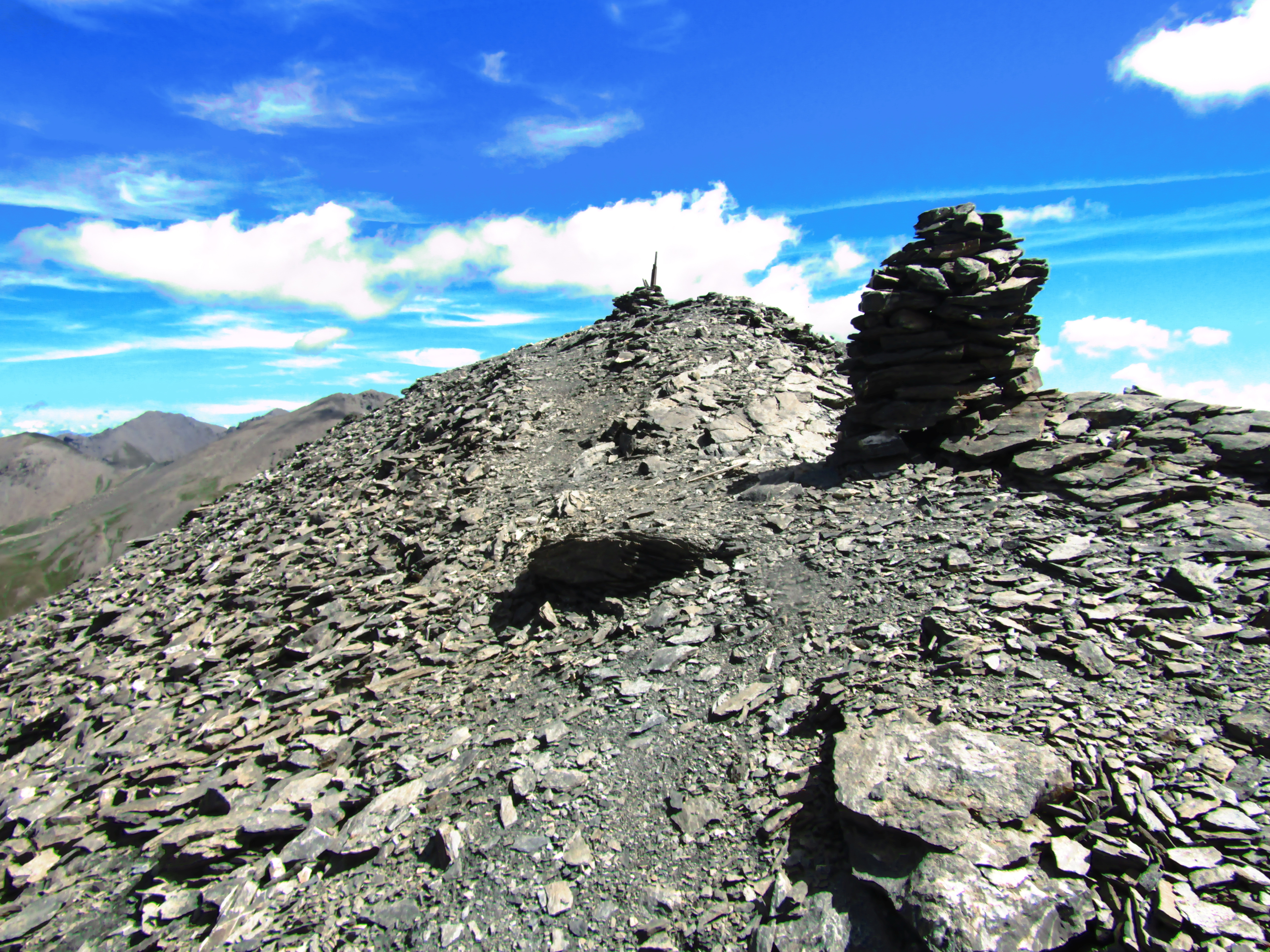
Gli ometti sulla cima

Si può salire sulla vetta partendo da Les Fonds, frazione di Cervières. La montagna è anche una classica meta di escursioni scialpinistiche, considerata di difficoltà BS.

## Punti d'appoggio
- Rifugio Fonts de Cervières - 2040 m[3]